# Žerotínská sýpka
Žerotínská sýpka je zděná budova patřící původně k velkolosinskému vrchnostenskému dvoru. V roce 1729 ji nechal vybudovat Jan Ludvík ze Žerotína. Má obdélníkový půdorys o rozměrech 48 × 18 metrů. Nad vstupním portálem je umístěn do pískovce vytesaný alianční znak Žerotínů a Lilgenau. Objekt byl i s blízkou sochou svatého Floriána prohlášen za kulturní památku České republiky. Stavba sýpky byla využívána k zemědělským a skladovacím účelům, v současné době vyžaduje rekonstrukci, proto je veřejnosti nepřístupná.